# Heworh Manukjan
Heworh Manukjan (ukrainisch Геворг Манукян; * 28. Juli 1993) ist ein ukrainischer Boxer armenischer Abstammung (armenisch Գևորգ Մանուկյան Geworg Manukjan) im Schwergewicht.

## Erfolge
Seine größten Erfolge als Jugendlicher waren der jeweils zweite Platz bei den Jugend-Europameisterschaften 2011 in Dublin und den U22-Europameisterschaften 2012 in Kaliningrad.
2014 gewann er die Ukrainischen Meisterschaften der Elite-Klasse und nahm 2015 an den Europaspielen in Baku teil, wo er durch Siege gegen David Hošek, Kristijan Dimitrow, Darren O’Neill und Josip Filipi das Finale erreichte. Dort trat er nicht zum Kampf gegen Abdulqədir Abdullayev an und schied deshalb kampflos auf dem zweiten Platz aus.
Bei den Weltmeisterschaften 2015 in Doha schied er gegen Jewgeni Tischtschenko auf dem dritten Platz aus.